# Begraafplaats van De Moeren
De begraafplaats van De Moeren is een gemeentelijke begraafplaats in de tot de Franse gemeente Gijvelde behorende plaats De Moeren. De begraafplaats ligt 90 m ten noorden van het dorpscentrum (kerk Notre-Dame-de-l'Assomption).

## Britse oorlogsgraven
Op de begraafplaats bevinden zich 68 Britse militaire graven uit de Tweede Wereldoorlog waaronder 29 die niet meer geïdentificeerd konden worden. De graven liggen aan de oostkant van de begraafplaats, verdeeld over twee rijen. Daarbij staat ook het Cross of Sacrifice. De perken werden ontworpen door Paul Cornu. Voor drie slachtoffers werden Special Memorials opgericht omdat hun graven niet meer gelokaliseerd konden worden. De Britse perken worden onderhouden door de Commonwealth War Graves Commission en staan daar geregistreerd als Les Moeres Communal Cemetery.

### Geschiedenis
De Moeren was eind mei 1940 in handen van de British Expeditionary Force. Zij waren op terugtocht naar Duinkerke toen hier zware gevechten uitbraken voor het behoud van dit punt om zo de aftocht veilig te stellen. Alle slachtoffers die hier begraven zijn werden gedood bij de verdediging van het dorp tijdens de laatste week van mei en begin juni 1940. 